# Giuliano Cattaneo
Giuliano Cattaneo (Santa Rosa, 30 aprile 1994) è un ex giocatore di football americano statunitense che ha giocato come offensive lineman.

## Palmarès
- 1 Casque de Diamant (Flash de La Courneuve, 2018)